# Yuka Kato
Yuka Kato (Japón, 30 de octubre de 1986) es una nadadora japonesa especializada en pruebas de corta distancia estilo mariposa, donde consiguió ser medallista de bronce olímpica en 2012 en los relevos 4 x 100 metros estilos.

## Carrera deportiva
En los Juegos Olímpicos de Londres 2012 ganó la medalla de bronce en los relevos de 4 x 100 metros estilos, con un tiempo de 3:55.73 segundos, tras Estados Unidos (oro) y Australia (plata).